# Норильськ (аеропорт)
Аеропорт «Норильськ (Аликель)» (IATA: NSK, ICAO: UOOO) — аеропорт федерального значення м. Норильська, Красноярського краю. Розташований за 52 кілометри на захід від Норильська.
Має статус внутрішнього аеропорту федерального значення, є летовище спільного базування з військовою авіацією. Прирівняний до умов "Міжнародного" (перетин повітряних магістралей: транссибірської та трансатлантичної). Офіційна назва «Норильськ (Аликель)».
Аеропорт є єдиним зв'язком Таймирського району з іншими регіонами Росії, не рахуючи суходоходства по річці Єнісей та Північного морського шляху.
Аеропорт нерідко буває закритий через несприятливі метеоумови: сильного бічного вітру, снігових заметів, обмерзання ЗПС, обмеженої видимості, а влітку через туман.
Класифікаційне число злітно-посадкової смуги (PCN) 47/R/A/X/T. Максимальна злітна маса повітряного судна 280 тонн. Летовище здатне приймати літаки Іл-62, Іл-76, Іл-86, Ту-154, Ту-204, Boeing 757, Боїнг 737 (всі модифікації), Аеробус A320, Аеробус A320, Saab-2000 та інші більш легкі, а також гелікоптери всіх типів.
Поблизу Норильська також є аеропорт місцевих повітряних ліній Валек.
Адреса адміністрації аеропорту: 663310, Красноярський край, м. Норильськ, вул. Севастопольська, 7.

## Авіакомпанії та напрямки, листопад 2020
| Авіакомпанія      | Пункт призначення |
| ----------------- | --- |
| Aeroflot          | Красноярськ-Ємельяново |
| KrasAvia          | Діксон, Хатанга, Новий Уренгой |
| NordStar Airlines | Абакан, Баку, Краснодар, Красноярськ-Ємельяново, Москва-Домодєдово, Новосибирськ, Ростов-на-Дону, Сочі, Санкт-Петербург, Уфа, Воронеж, Єкатеринбург Сезонний: Новий Уренгой |
| S7 Airlines       | Москва-Домодєдово, Новосибірськ |
| Utair             | Сезонний: Красноярськ-Ємельяново, Сургут |

## Показники діяльності

### Кількість пасажирів
| Рік            | 2010  | 2014  | 2015  | 2016  | 2017  | 2018  | 2019  |
| тис. пасажирів | 413,2 | 477,2 | 498,1 | 514,7 | 461,7 | 499,4 | 514,5 |
| Джерела:       |       |       |       |       |       |       |       |

### Кількість взлетів-посадок
| Рік  | Кількість рейсів у Норильськ (Аликель) | %      |
| ---- | -------------------------------------- | ------ |
| 2007 | 2 261 пас.                             | -2,0 % |
| 2008 | 2 533 пас.                             | +3,0 % |
| 2009 | 2 354 пас.                             | -7,1 % |

### Вантажообіг
| Рік  | Вантажообіг, тон | %       |
| ---- | ---------------- | ------- |
| 2007 | 24 332 пас.      | -10,0 % |
| 2008 | 21 326 пас.      | -12,0 % |
| 2009 | 16 430 пас.      | -23,0 % |
| 2010 | 18 016 пас.      |         |

## Події
- 16 листопада 1981 року сталася катастрофа літака Ту-154 при заході на посадку в аеропорту Аликель: повітряне судно жорстко приземлилося з вертикальною швидкістю 4-5 м/с на швидкості 275 км/год в 470 м від ЗПС на засніжене поле. 99 людей загинули, 68 вижили.[11]
- 22 червня 1992 року сталася катастрофа літака Ан-12 при заході на посадку в аеропорту Аликель. Літак відхилився від глісади, при невчасній спробі відходу на друге коло торкнувся землі лівою площиною крила та опорою шасі, на швидкості 200 км/год накренився вправо на 45°, втратив підйомну силу і зруйнувався у 600 м правіше ЗПС за огорожею аеропорту. 10 людей загинули, 2 вижили.

## Цікаві факти
- У барда Олега Мітяєва є пісня про виліт з аеропорту, яка називається «Аликель»[12]